# Everybody knows (you said goodbye)
Everybody knows is een nummer van de Engelse popgroep The Dave Clark Five, dat in 1967 op single uitkwam. Het nummer wordt ook wel Everybody knows (you said goodbye) genoemd ter onderscheid van Everybody knows (I still love you), een eerder nummer van dezelfde groep, dat in 1964 op single was uitgebracht.

## Het nummer
The Dave Clark Five schreven hun meeste nummers zelf, maar Everybody knows van 1967 is geschreven door het duo Les Reed en Barry Mason. Bijzonder is ook dat de solopartij wordt gezongen door Lenny Davidson in plaats van, zoals gebruikelijk, door Mike Smith.
Het nummer verscheen in 1968 ook op een langspeelplaat, die ook Everybody knows heette. In 1978 verscheen het nummer opnieuw op single, nu met Always me op de achterkant en op het merk Polydor.
Het nummer is ook opgenomen door Engelbert Humperdinck voor zijn langspeelplaat The last waltz, ook uit 1967.

## Hitnoteringen
Everybody knows haalde de tweede plaats in de Britse UK Singles Chart. In de Amerikaanse Billboard Hot 100 kwam het nummer niet verder dan een 43e plaats.
In Nederland stond de plaat drie weken op de zevende plaats in de Nederlandse Top 40. In de Parool Top 20 kwam ze tot de vijfde plaats.

### Nederlandse Top 40
| Positie: | 29 | 21 | 17 | 9 | 7 | 7 | 7 | 8 | 14 | 18 | 29 | uit |

### NPO Radio 2 Top 2000
| Nummer met noteringen in de NPO Radio 2 Top 2000 | '99  | '00  |
| ------------------------------------------------ | ---- | ---- |
| Everybody Knows (You Said Goodbye)               | 1799 | 1931 |

1. ↑  Een vetgedrukt getal geeft de hoogste notering aan.
2. ↑  Deze tabel is bijgewerkt tot en met de laatste editie (2024).